# Turrialba (distrito)
Turrialba es el distrito primero y ciudad cabecera del cantón homónimo de Turrialba, en la provincia de Cartago, de Costa Rica. Además el cantón como tal, es el más extenso de toda la provincia de Cartago (pero no el más poblado).

## Historia
Turrialba fue tomando fisonomía de población gracias al ferrocarril, medio con el cual se transportaba el banano proveniente de las fincas del Caribe, al igual que la caña de azúcar y café que se cultivaba en el cantón. En las décadas de 1930 y 1940, ingresó el cultivo del cacao que sustituyó al banano, pero no tuvo el mismo éxito. 
Sin embargo, este período de gran auge comercial entró en franco declive luego de que el 28 de marzo de 1987 se inaugurara oficialmente la Autopista Braulio Carrillo, que une San José con Limón, una ruta alterna más rápida por carretera para ingresar a la provincia de Limón, la cual no atraviesa esta ciudad. Posteriormente, en 1995 se canceló por completo el transporte por vía férrea.
El primer alumbrado público de la ciudad de Turrialba fue de faroles de canfín colocados a principios del siglo XX. El alumbrado eléctrico se instaló en 1912, en la primera administración de don Ricardo Jiménez Oreamuno. La cañería se inauguró en 1900, en el segundo gobierno de don Rafael Iglesias Castro.
El 15 de septiembre de 1903, se llevó a cabo la primera sesión del Concejo de Turrialba, integrado por los regidores propietarios, señores Jaime Carranza, Presidente y Alfredo Alfaro, Vicepresidente El Secretario municipal fue don José Navarro y el Jefe Político don José Ramón García.
En decreto ejecutivo n.º 20, de 18 de octubre de 1915 sobre división territorial para efectos administrativos, aparece el poblado de Turrialba con el título de Villa. 
El 1 de agosto de 1925, en el segundo gobierno de don Ricardo Jiménez Oreamuno se decretó la ley n.º 96 que le confirió a la villa, la categoría de ciudad.

## Ubicación
Se encuentra ubicada en el valle que conforma el río Turrialba, uno de los mayores afluentes del río Reventazón, a unos 44 km al este de la ciudad de Cartago y a 67 km de San José, capital de la República.

## Geografía
Turrialba cuenta con un área de 56,63 km² y una altitud media de 646 m s. n. m.
Debido a su asentamiento en una llanura aluvial con materiales sedimentarios poco consolidados, el distrito en general ha sido afectado por inundaciones históricas de sus ríos, en particular causadas por el Turrialba, el Aquiares y el Azul.

## Demografía
Para el año 2022, Turrialba cuenta con una población estimada de 29 620 habitantes, y para el último censo efectuado, en 2011, Turrialba contaba con una población de 26 680 habitantes.

## Localidades
- Barrios: Américas, Ángeles, Cabiria, Campabadal, Castro Salazar, Cementerio, Clorito Picado, Dominica, El Silencio, Guaria, Haciendita, Margot, Nochebuena, Numa, Pastor, Poró, Pueblo Nuevo, Repasto, San Cayetano, San Rafael, Sictaya.
- Poblados: Bajo Barrientos, Cañaveral, Colorado, Chiz, Esmeralda, Florencia, Murcia, Pavas, Recreo, Roncha, San Juan Norte, San Juan Sur, La Susanita.

## Economía
En la actualidad, la economía está basada en el comercio y cultivo de la caña de azúcar, café, macadamia, hortalizas y productos lácteos.

## Transporte

### Carreteras
Al distrito lo atraviesan las siguientes rutas nacionales de carretera:
- Ruta nacional 10
- Ruta nacional 230
- Ruta nacional 411
- Ruta nacional 415